# Fête des Roses

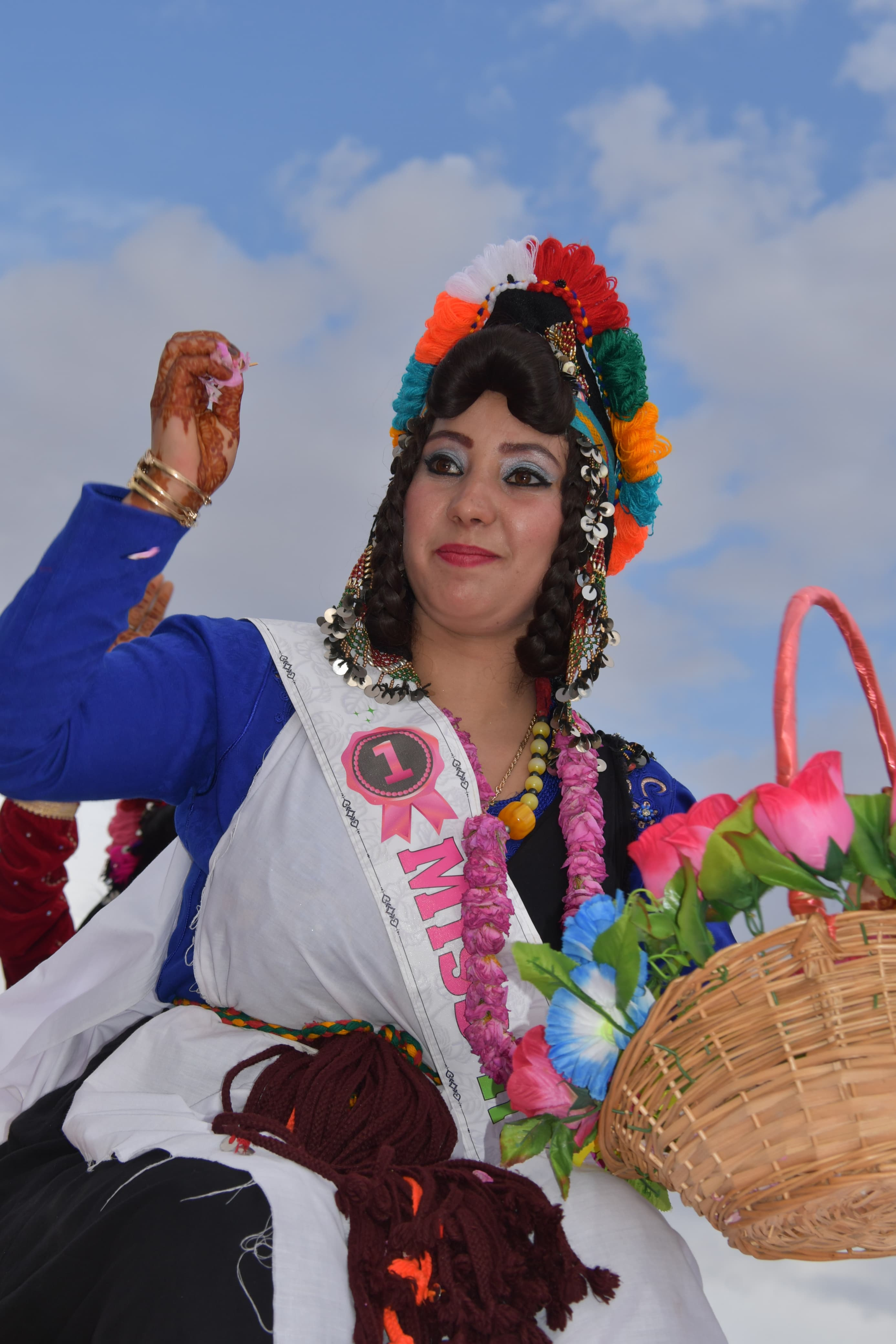
Lancer de fleurs lors de la fêtes des roses à Qalaa M’gouna (2024).

La fête des Roses est un moussem qui célèbre la saison des récoltes de rose, une activité très répandue dans la région de Kalaat M'Gouna, au sud du Maroc.
Cette fête participe à l'économie de la région de Kalaat M'Gouna en ramenant chaque année plusieurs sponsors et touristes.  C'est une tradition annuelle qui remonte au temps du protectorat : alors qu'elle n'attirait au départ que les tribus avoisinantes, elle est devenue fréquentée par des touristes nationaux et internationaux.